# チューバ協奏曲
チューバ協奏曲（チューバきょうそうきょく）は、チューバを独奏楽器とする協奏曲である。

## 主な作品
- ヴォーン・ウィリアムズ : バス・チューバと管弦楽のための協奏曲（Concerto for bass tuba and orchestra）（1954年）

- エドワード・グレグソン：チューバ協奏曲（Tuba Concerto）（ブラスバンド伴奏・管弦楽伴奏・吹奏楽伴奏）（それぞれ1976年、1978年、1984年）[1]

- ジョン・ウィリアムズ：チューバと管弦楽のための協奏曲（Concerto for tuba and orchestra）（1985年）[2]

- アレクサンドル・アルチュニアン：チューバと管弦楽のための協奏曲（Concerto for tuba and orchestra）（1992年）[3]

- エリック・イウェイゼン：チューバまたはバス・トロンボーンとピアノのための協奏曲（Concerto for Tuba or Bass Trombone and Piano）（1995年作曲、1997年には管弦楽伴奏版を編曲）[4]

- ジェイムズ・バーンズ：チューバと管弦楽のための協奏曲（Concerto for Tuba and Orchestra）[5]

- マーティン・エレビー：チューバ協奏曲（Tuba Concerto）（管弦楽伴奏・吹奏楽伴奏・ブラスバンド伴奏・ピアノ伴奏）（1988年）[6]

- フィリップ・スパーク：チューバ協奏曲（Tuba Concerto）（吹奏楽伴奏・ブラスバンド伴奏・ピアノ伴奏）（2007年）[7]

- カレヴィ・アホ：チューバと管弦楽のための協奏曲（Concerto for Tuba and Orchestra）[8]

- ヨセフ・タル

- ブルース・ブロートン：チューバ協奏曲（Tuba Concerto）（1978年ピアノ伴奏版作曲、後に吹奏楽伴奏版、管弦楽伴奏版（en:Concerto for Tuba and Orchestra (Broughton)）を編曲）[9]

- ロバート・ジェイガー：バス・チューバと吹奏楽のための協奏曲（Concerto for Bass Tuba and Concert Band）（1981年）[10]